# Нечаев, Николай Павлович
Николай Павлович Нечаев (1841—1917) — военный педагог, управляющий делами Технического комитета Главного интендантского управления, генерал от артиллерии.

## Биография
Нечаев родился 4 мая 1841 года в семье военного и происходил из дворян Санкт-Петербургской губернии. Получив образование в Александровском Брестском кадетском корпусе, а затем в Константиновском кадетском корпусе, он 16 июня 1859 года был выпущен прапорщиком в лейб-гвардии Гатчинский полк и прикомандирован к Михайловской артиллерийской академии, которую окончил по 1-му разряду в 1861 году.
По окончании академии Нечаев перешёл на преподавательскую работу в систему военно-учебных заведений, последовательно являясь репетитором Константиновского военного училища (с 16 августа 1861 года по 7 сентября 1863 года), репетитором Александровского сиротского кадетского корпуса (с 7 сентября по 9 октября 1863 года), Александровского военного училища (с 9 октября 1863 года по 31 января 1871 года) и, наконец, штатным преподавателем того же училища (с 31 января 1871 года по 28 апреля 1880 года), где преподавал математику, артиллерийское черчение, а после обучения в качестве вольнослушателя в Московском университете — и химию. За этот период Нечаев получил чины подпоручика (30 августа 1861 года), поручика (29 марта 1866 года), штабс-капитана (31 марта 1868 года), капитана (3 июня 1871 года), подполковника (30 июня того же года) и полковника (30 августа 1874 года).
С 28 апреля 1880 года по 8 марта 1884 года полковник Нечаев занимал пост директора Ярославской военной прогимназии, затем был прикомандирован к Главному управлению военно-учебных заведений, а с 3 августа по 10 сентября 1884 года состоял чиновником для поручений VII класса при главном начальнике военно-учебных заведений. В том же году он вернулся на педагогическую работу в качестве штатного преподавателя химии сначала в Александровском военном училище (с 10 сентября 1884 года по 3 сентября 1894 года), а затем в Константиновском артиллерийском училище (с 3 сентября 1894 года по 30 ноября 1903 года).
Одновременно с преподаванием 31 декабря 1894 года Нечаев был назначен постоянным членом V класса Технического комитета Главного интендантского управления, получив 6 декабря 1897 года чин генерал-майора. 7 сентября 1903 года он был назначен постоянным членом IV класса и управляющим делами Технического комитета, и в следующем году (6 декабря) произведён в генерал-лейтенанты. Административную работу Нечаев по-прежнему совмещал с педагогической, являясь с 25 октября 1901 года штатным преподавателем Интендантского курса.
14 октября 1908 года Нечаев был освобождён от должностей по Техническому комитету, оставаясь преподавателем Интендантского курса, а 10 марта 1910 года был произведён в генералы от артиллерии с увольнением от службы с мундиром и пенсией. Последние годы жизни он провёл в Санкт-Петербурге (Петрограде), проживая по адресу: Коломенская, 15. В отставке он по-прежнему не прекращал научной работы, являясь на 1917 год заведующим Лабораторией Императорского Русского Технического общества (почётным членом которого являлся с 1901 года) и учредителем Курсов химии с практическими работами.
В ночь на 17 июля 1917 года генерал от артиллерии в отставке Нечаев скончался на 77-м году жизни и был похоронен 19 июля на Волковском кладбище.

## Награды
Нечаев имел знак отличия за XL лет беспорочной службы (1901 год) и многочисленные ордена, в их числе:
- Орден Святого Станислава 3-й степени (1868 год)
- Орден Святой Анны 3-й степени (1870 год)
- Орден Святого Станислава 2-й степени (1872 год)
- Орден Святой Анны 2-й степени (1874 год)
- Орден Святого Владимира 4-й степени (1882 год)
- Орден Святого Владимира 3-й степени (1887 год)
- Орден Святого Станислава 1-й степени (1901 год)
- Орден Святой Анны 1-й степени (16 июня 1909 года)

Иностранные:
- Черногорский орден князя Даниила I 3-й степени (1883 год)
- Сербский орден Такова 3-й степени (1896 год)
- Болгарский орден «За гражданские заслуги» 3-й степени (1897 год)